# Ázerbájdžánské státní akademické národní dramatické divadlo
Ázerbájdžánské státní akademické národní dramatické divadlo (ázerbájdžánsky: Azərbaycan Akademik Milli Dram Teatrı) je významnou divadelní scénou Ázerbájdžánu, se sídlem v hlavním městě Baku. Vzniklo roku 1919, kdy se spojily různé soubory a získaly státní uznání. Kořeny nejstarších těchto souborů sahají do roku 1873. V minulosti divadlo neslo různé názvy: „Státní divadlo“, „Spojené státní divadlo“, „Ázerbájdžánské divadlo turkického dramatického umění“ a další. V letech 1923–1933 bylo pojmenováno po funkcionáři Dadašovi Bunyatzadehovi, který se ale stal obětí Stalinovy Velké čistky, a tak bylo v letech 1933–1991 pojmenováno po jiném bolševickém revolucionářovi Mešadi Azizbekovovi. Od roku 1959 má v názvu "akademické". Od roku 1991 nese současný název.